# Чишмы (деревня)
Чишмы (баш. Шишмә, тат. Чишмә) — деревня в Миякинском районе Республики Башкортостан Российской Федерации. Входит в состав Уршакбашкарамалинского сельсовета. 

## География

### Географическое положение
Расстояние до:
- районного центра (Киргиз-Мияки): 40 км,
- центра сельсовета (Уршакбашкарамалы): 9 км,
- ближайшей ж/д станции (Аксёново): 78 км.

## Население
| 2002 | 2009 | 2010 |
| ---- | ---- | ---- |
| 32   | ↗37  | ↘25  |